# Міжнародний конкурс скрипалів імені Жозефа Йоахіма
Міжнародний конкурс скрипалів імені Джозефа Йоахіма в Ганновері — конкурс, що проводиться в Ганновері раз на три роки і присвячений скрипалю Джозефу Йоахіму, який також працював у Ганновері . Започаткований з ініціативи музиканта Кшиштофа Венґжина  у 1991 році. Партнерами конкурсу є Ганноверський університет музики, драми та медіа (HMTMH), Ганноверська державна опера, Північнонімецька радіомовна корпорація (NDR) , радіо NDR Kultur, Фундація Фріца Беренса, Warner Classics, та інші.  Конкурс є членом Всесвітньої федерації міжнародних музичних конкурсів у Женеві . 

## Лауреати нагород
Переможцями Міжнародного конкурсу скрипалів Йозефа Йоахіма в Ганновері були: 
| Рік  | 1-а премія                            | 2-а премія                                         | 3-я премія             |
| ---- | ------------------------------------- | -------------------------------------------------- | ---------------------- |
| 1991 | Антьє Вайтаас                         | Кетрін Чо                                          | Бартломей Нізьол       |
| 1994 | Роберт Чен                            | Антон Бараховський                                 | Латіца Хонда-Розенберг |
| 1997 | Мітіко Камія                          | Франческо Манара                                   | Бін Хуан               |
| 2000 | Франк Хуан                            | Андрій Бєлов                                       | Арабелла Штайнбахер    |
| 2003 | Неманя Радулович                      | Саєка Мацумія                                      | Фен Нін                |
| 2006 | Суйоен Кім                            | Хьон-Су Шин                                        | Кана Суґімура          |
| 2009 | Фуміакі Міура                         | Клара-Джумі Канґ                                   | Юра Лі                 |
| 2012 | Дамі Кім Александра Конунова-Дюморт'є | не присуджено                                      | Тобіас Фелдман         |
| 2015 | Сергій Догадін                        | Шіон Мінамі                                        | Річард Лін             |
| 2018 | Тімоті Чой                            | Дмитро Удовиченко                                  | Козіма Сулез Ларів'єр  |
| 2021 | Марія Юденіч                          | К'яра Саннікандро; Хав'єр Комесанья; Мінамі Йошіда |                        |